# Qianmen (metropolitana di Pechino)
Qianmen (in cinese: 前门站S, Qiánmén zhànP) è una stazione della linea 2 e della linea 8 della metropolitana di Pechino.
La stazione prende il nome da Zhengyangmen, una delle antiche porte della cinta muraria di Pechino, ancora oggi esistente e situata a sud di Piazza Tianamen, che è colloquialmente indicata come Qianmen.

## Storia

### Linea 2
Nel 1965, il Comitato Centrale del Partito Comunista Cinese approvò il Rapporto sulla costruzione della metropolitana di Pechino, che definiva chiaramente il piano per realizzare le prime stazioni della metropolitana. Tra queste figurava anche la stazione di Qianmen.
Il 15 gennaio 1971 aprì al pubblico la linea della prima fase della metropolitana di Pechino, nella tratta tra la stazione di Gongzhufen (oggi linea 1) e la stazione ferroviaria di Pechino Centrale (oggi parte della linea 2). Nella stessa tratta si trovava anche la stazione di Qianmen che divenne, quindi, una delle prime stazioni della Cina.
In seguito, il 24 dicembre 1987, dopo il completamento del percorso ad anello della linea della seconda fase della metropolitana di Pechino, le due linee vennero riorganizzate e rinominate in linea 1 e linea circolare . La stazione di Qianmen rientrò nella competenza della linea circolare.
Il 1° gennaio 2002 la "linea circolare della metropolitana di Pechino" viene ufficialmente ridenominata linea 2.

### Linea 8
Nel maggio 2009 la stazione di Qianmen viene identificata come una delle potenziali stazioni di interscambio tra la linea 2 e la futura linea 8. Successivamente, nel luglio 2013, il Comitato municipale per la pianificazione urbana di Pechino ufficializza la stazione di Qianmen come stazione di interscambio tra la linea 2 e la linea 8.
I lavori di realizzazione della stazione della linea otto sono stati avviati a febbraio 2016. In seguito, il 31 dicembre 2021, la stazione di Qianmen è stata inaugurata e aperta al pubblico.

## Posizione
La stazione di Qianmen si trova nel distretto di Dongcheng, a sud di Piazza Tiananmen, nel cuore del centro di Pechino. La stazione è stata costruita presso l’incrocio tra Qianmen West Street e Qianmen East Street. La stazione della linea 2 è posizionata sotto Qianmen West Street, disposta in posizione nord-ovest, mentre quella della linea 8 taglia perpendicolarmente la via pedonale di Qianmen.

## Struttura e impianti
Sia la stazione della linea 2 che quella della linea 8 sono stazioni sotterranee. Relativamente alla linea 2, la stazione è organizzata in due livelli: l primo piano interrato ospita l’area della biglietteria e presenta due corridoi che collegano la linea 2 con la linea 3. Al secondo piano interrato si trovano i binari, con banchine disposte a isola.
Per quanto riguarda la stazione della linea 8, anch'essa sotterranea, è strutturata in tre livelli: il primo piano è dedicato agli impianti tecnici, il secondo ospita la hall della stazione e dei corridoi di interscambio verso la linea 2, mentre l'ultimo piano è dedicato ai binari con banchine a isola.
Le decorazioni presenti nelle stazioni ricordano i punti di interesse storico e turistico presenti nelle vicinanze, come la Città Proibita o la porta Zhengyangmen: la stazione della linea 2 presenta, infatti, pareti decorate con marmo color oro, mentre la stazione della linea 8 utilizza principalmente il rosso per ricordare le tradizioni cinesi.
La stazione presenta sei accessi, indicati con le lettere A, B, C, E, G e I.

## Servizi
La stazione dispone di:
- Accessibilità per portatori di handicap (solo ingresso B e G)
- Emettitrice automatica biglietti
- Scale mobili
- Ascensori
- Servizi igienici
- Sportello automatico
- Stazione video sorvegliata
- Ufficio polizia

### Orari

#### Linea 2
Essendo una linea circolare, la linea 2 dispone di due percorsi concentrici che operano come segue:
- L'anello interno, da Jishuitan direzione Dongzhimen e Fuxingmen, con tratte ridotte che terminano a Xizhimen.
- L'anello esterno, da Xizhimen direzione Fuxingmen e Dongzhimen, con tratte ridotte che terminano a Jishuitan.

Per il servizio dell'anello interno, la prima corsa da Qianmen parte alle 5:16 mentre l'ultimo treno che esegue il percorso completo è alle 22:43. Per le tratte ridotte, l'ultimo treno con destinazione finale Xizhimen è previsto alle 23:05.
Riguardo l'anello esterno, la prima corsa è alle 5:25 mentre l'ultimo treno che esegue il percorso completo è previsto alle 22:30. L'ultima corsa ridotta fino a Jishuitan parte da Qianmen alle 23:15.

#### Linea 8
In direzione sud, verso Yinghai, il primo treno della linea 8 parte da Qianmen alle 5:23, concludendo il servizio alle 23:34. In direzione Zhuxinzhuang, invece, il primo convoglio ferma alla stazione alle 5:38 e è operativo fino alle 23:33.

## Interscambi
- Fermata autobus